# Yangzhumingita
La yangzhumingita és un mineral de la classe dels silicats, que pertany al grup de les miques. Rep el seu nom del professor Yang Zhuming (1951), mineralogista i cristal·lògraf, en reconeixement de les seves contribucions a la mineralogia de Bayan Obo.

## Característiques
La yangzhumingita és un silicat de fórmula química KMg2,5(Si₄O10)F₂. Va ser aprovada com a espècie vàlida per l'Associació Mineralògica Internacional l'any 2009. Cristal·litza en el sistema monoclínic. Es troba en forma de cristalls subèdrics a euèdrics, en forma de plaques, que varien en grandària des de diverses desenes a diversos centenars de micròmetres de diàmetre.
Segons la classificació de Nickel-Strunz, la yangzhumingita pertany a «09.EC - Fil·losilicats amb plans de mica, compostos per xarxes tetraèdriques i octaèdriques» juntament amb els següents minerals: minnesotaïta, talc, wil·lemseïta, ferripirofil·lita, pirofil·lita, boromoscovita, celadonita, chernykhita, montdorita, moscovita, nanpingita, paragonita, roscoelita, tobelita, aluminoceladonita, cromofil·lita, ferroaluminoceladonita, ferroceladonita, cromoceladonita, tainiolita, ganterita, annita, ephesita, hendricksita, masutomilita, norrishita, flogopita, polilitionita, preiswerkita, siderofil·lita, tetraferriflogopita, fluorotetraferriflogopita, wonesita, eastonita, tetraferriannita, trilitionita, fluorannita, xirokxinita, shirozulita, sokolovaïta, aspidolita, fluoroflogopita, suhailita, orlovita, oxiflogopita, brammal·lita, margarita, anandita, bityita, clintonita, kinoshitalita, ferrokinoshitalita, oxikinoshitalita, fluorokinoshitalita, beidel·lita, kurumsakita, montmoril·lonita, nontronita, volkonskoïta, yakhontovita, hectorita, saponita, sauconita, spadaïta, stevensita, swinefordita, zincsilita, ferrosaponita, vermiculita, baileyclor, chamosita, clinoclor, cookeïta, franklinfurnaceïta, gonyerita, nimita, ortochamosita, pennantita, sudoïta, donbassita, glagolevita, borocookeïta, aliettita, corrensita, dozyïta, hidrobiotita, karpinskita, kulkeïta, lunijianlaïta, rectorita, saliotita, tosudita, brinrobertsita, macaulayita, burckhardtita, ferrisurita, surita, niksergievita i kegelita.

## Formació i jaciments
Es troba en una de les bandes de textura de roca carbonatada metamorfosada trobada a la zona de transició entre la dolomita i la pissarra. Va ser descoberta a la mina est del dipòsit de Bayan Obo, a la prefectura de Baotou (Mongòlia Interior, Xina), on sol trobar-se associada a altres minerals com: dolomita, calcita, tremolita, norbergita, huanghoïta-(Ce), flogopita, barita, bastnäsita-(Ce), parisita-(Ce) i fluorita. També ha estat trobada a Blåmannvika, a Ersfjorden (Troms, Noruega).